# Jacques Nicolas Gobert
Pour les articles homonymes, voir Gobert.
Jacques-Nicolas Gobert, né le 22 mai 1760 à Basse-Terre en Guadeloupe et mort le 17 juillet 1808 à Guarromán, en Espagne, est un général français de la Révolution et de l’Empire.

## Ancien Régime
Envoyé en France pour ses études, il entra le 1er janvier 1780 à l’École du génie. Il est nommé lieutenant en second le 1er février 1782, puis capitaine le 1er avril 1791.

## Dans les armées révolutionnaires
Il fait en qualité d'ingénieur et adjoint aux adjudants-généraux, la campagne de 1792 aux armées du Nord et des Ardennes. Le 8 mars 1793, il devient adjudant-général chef de bataillon. La valeur qu'il déploie au combat de Famars le 6 mai 1793 lui vaut de la part du général Dampierre sa nomination au grade de général de brigade provisoire, dans lequel il est confirmé le 15 du même mois. Il combat avec non moins de bravoure le 23 à la seconde affaire de Famars, dite de Valenciennes. Néanmoins, sur la supposition qu'il pouvait être noble, la commission exécutive le destitue le 30 juillet suivant et le fait incarcérer.
Gobert, une fois rendu à la liberté, réclame contre la qualification qui lui avait été donnée et rappelle, dans son Mémoire au Comité de salut public, qu'il a levé le premier l'étendard au camp de Pont-sur-Sambre contre La Fayette qui voulait marcher sur Paris, et que le premier encore il s'est soulevé contre Dumouriez, lorsque ce général a essayé de rendre ses troupes complices de sa trahison. Le Comité accueille favorablement la réclamation de Gobert, sans toutefois le rétablir dans son grade. Il ne lui accorde que celui de chef de bataillon et l'envoie le 13 nivôse an III comme sous-directeur des fortifications à Port-Liberté — Port-Louis.
Il se rend à son poste quand Hoche, commandant alors l'armée campée devant Quiberon, le prend pour chef d'état-major ; cependant, pour des motifs inconnus, Hoche provoque sa destitution le 15 fructidor. Gobert, que cet acte de rigueur étonne d'autant plus qu'il en ignore la cause, s'en plaint : le 8 ventôse, le Directoire le rétablit dans son grade de chef de bataillon et le renvoie à sa première destination. 
Destitué par arrêté du Directoire du 9 brumaire an VI sur la proposition de Schérer, c'est sur un rapport de Milet-Mureau, chargé de l'intérim de la guerre pendant l'absence de Dubois-Crancé, en date du 20 septembre 1799, que le Directoire le réintègre le même jour dans son grade de général de brigade. Le rapport de Milet-Mureau indique notamment que « le motif de sa destitution est une lettre écrite à La Carrière, représentant du peuple déporté, dans laquelle avec des principes avoués de tous les républicains, mais qui étaient mal expliqués aux contre-révolutionnaires du 18 fructidor, il disait que la représentation nationale devait toujours rester intacte ».

## Au service de Napoléon

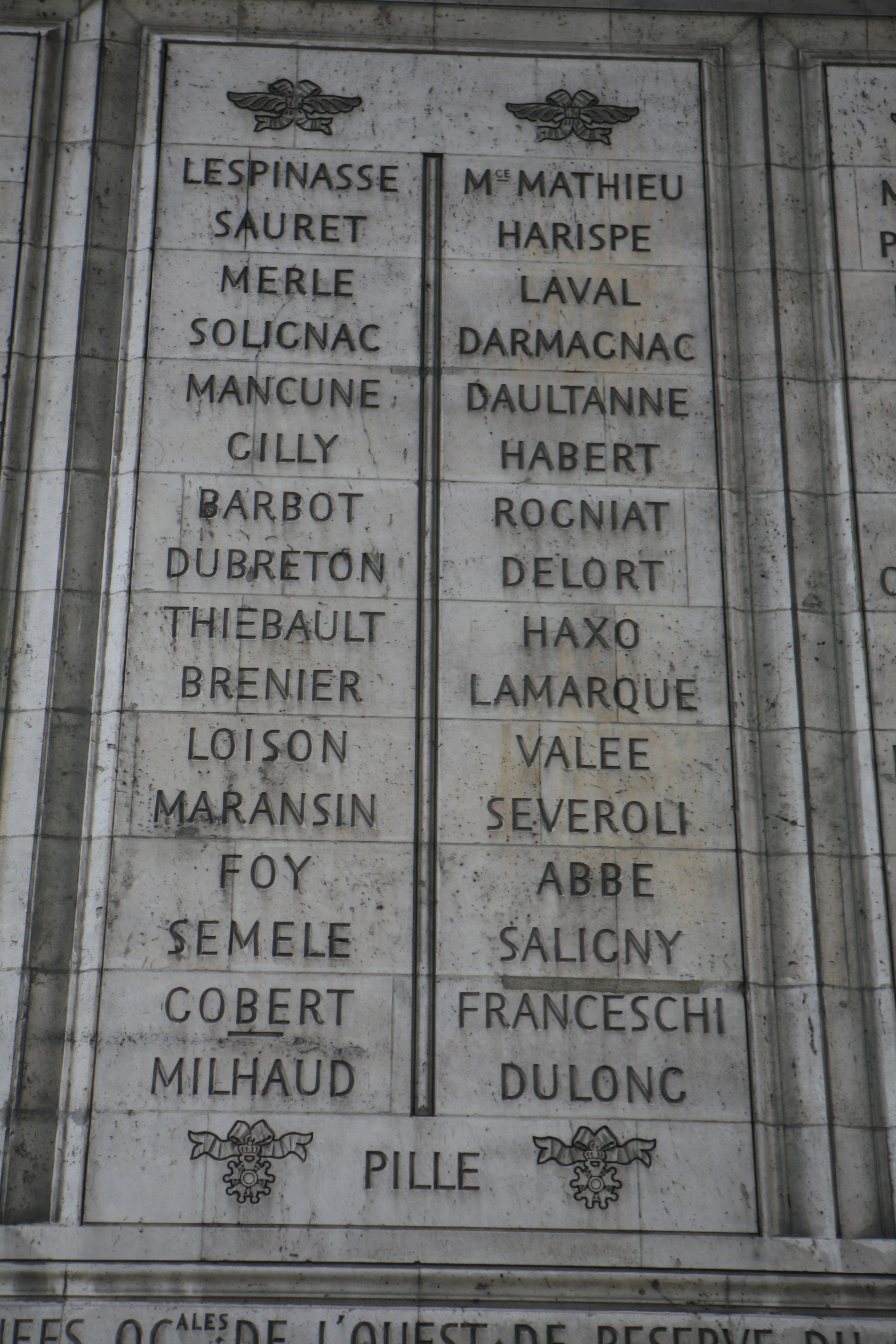
Noms gravés sous l'arc de triomphe de l'Étoile : pilier Ouest, 35e et.

Employé à l'armée de réserve qui s'organise à Dijon le 8 germinal an VIII, il suit cette armée en Italie et se trouve dans la nuit du 1er au 2 prairial à l'attaque du fort de Bard. Mis en non-activité le 1er vendémiaire an X, il passe le 18 nivôse à l'armée qui doit former la seconde expédition de Saint-Domingue, mais qui est finalement dirigée sur la Guadeloupe où les esclaves noirs se sont révoltés. Arrivé dans cette colonie le 17 prairial il se voit chargé trois jours plus tard par le général Richepanse d'opérer le débarquement d'une partie des troupes près la Basse-Terre, ce qu'il exécute malgré le feu violent de la côte. Il poursuit les rebelles le jour suivant, emporte la position retranchée de Dollet et disperse les rassemblements de la Grande-Terre. 
Richepanse quitte quelque temps après la Guadeloupe et laisse le commandement de cette colonie au général Gobert qui, de retour lui-même en France en brumaire an XI, est mis en disponibilité le 15 floréal et est nommé général de division le 27 août 1803. Membre et commandeur de la Légion d'honneur les 19 frimaire et 25 prairial an XII, il remplace le général Souham dans le commandement de la 20e division militaire, et obtient celui de la 3e le 11 ventôse an XII. 
En 1806 il commande la ville de Minden, dans la Prusse rhénane, et en 1807, la 2e division de l'armée d'observation des Côtes de l'Océan. Employé en Espagne en 1808, il reçoit au commencement de juillet l'ordre de rejoindre le général Dupont dans la province de Jaén. En route, il bat les insurgés qui lui disputent le passage du défilé de Despeñaperros, et arrive le 12 à Bailén qu'il occupe avec 1 500 hommes de sa division. Le 16, Castaños ayant attaqué et mis en pleine déroute le général Liger-Belair, celui-ci se retire en toute hâte sur Bailén, d'où Gobert sort avec deux bataillons d'infanterie et un régiment de cuirassiers dont les charges très heureuses arrêtent d'abord les Espagnols. Gobert est alors blessé d'une balle à la tête, et meurt à Guarromán dans la nuit du 16 au 17 juillet. Son nom est inscrit sur l'Arc de triomphe de l'Étoile, côté Ouest.

## Armoiries
| Figure | Blasonnement |
|        | Armes du baron Jacques Nicolas Gobert et de l'Empire Écartelé: au 1, d'argent, à la fasce d'azur, ch. de trois étoiles d'or et acc. de trois têtes de More, tortillées d'argent ; au 2 du quartier des Barons militaires de l'Empire ; au 3, d'argent, au lion de gueules ; au 4, d'or, à trois fasces de gueules. |